# منترزة كروية فيينية
منترزة كروية فيينية (الاسم العلمي:Nitrososphaera viennensis)  هي نوع من العتائق تتبع جنس المنترزة الكروية من فصيلة المنترزية الكروية     .	